# Base de Lunéville-Chenevières
Le quartier Lasalle est une base militaire de l'Armée de terre française située sur le territoire des communes de Saint-Clément, Chenevières et Flin, à douze kilomètres au sud-est de la ville de Lunéville, dans le département de Meurthe-et-Moselle.
C'est une ancienne base aérienne de l'United States Air Forces in Europe construite dans les années 1950 et appelée « Lunéville-Chenevières Air Base ». Elle a pris son nom actuel après le départ des troupes américaines dans les années 1960 et accueille désormais le 53e régiment de transmissions.

## Histoire
La base aérienne de Lunéville-Chenevières est construite entre 1953 et 1955. D'une superficie de 368 hectares et répondant aux standards OTAN, elle est affectée à l'United States Air Forces in Europe. Son utilisation fut seulement occasionnelle, lors d'exercices de dispersion, et de courte durée à chaque fois. Les Américains quittent définitivement le site en 1964.
Rendu à la France, le site est renommé quartier Lasalle mais perd sa vocation d'origine. Contrairement à d'autres anciennes bases de l'OTAN en France, Chenevières n'est pas utilisée par l'Armée de l'air ni par l'Aviation légère de l'Armée de terre. En 1968, le 3e régiment de cuirassiers s'installe sur la base.
La base est également utilisée par le Polygone de Guerre Électronique depuis 1986.
En 1989, s'y trouve également la 2e section de réparation mobilité feu de la 2e compagnie du 7e bataillon du matériel et le 10e régiment de chasseurs - réserve.
Le 3e régiment de cuirassiers est dissous en 1998 dans le cadre de la professionnalisation de l'Armée de terre.

### De nos jours

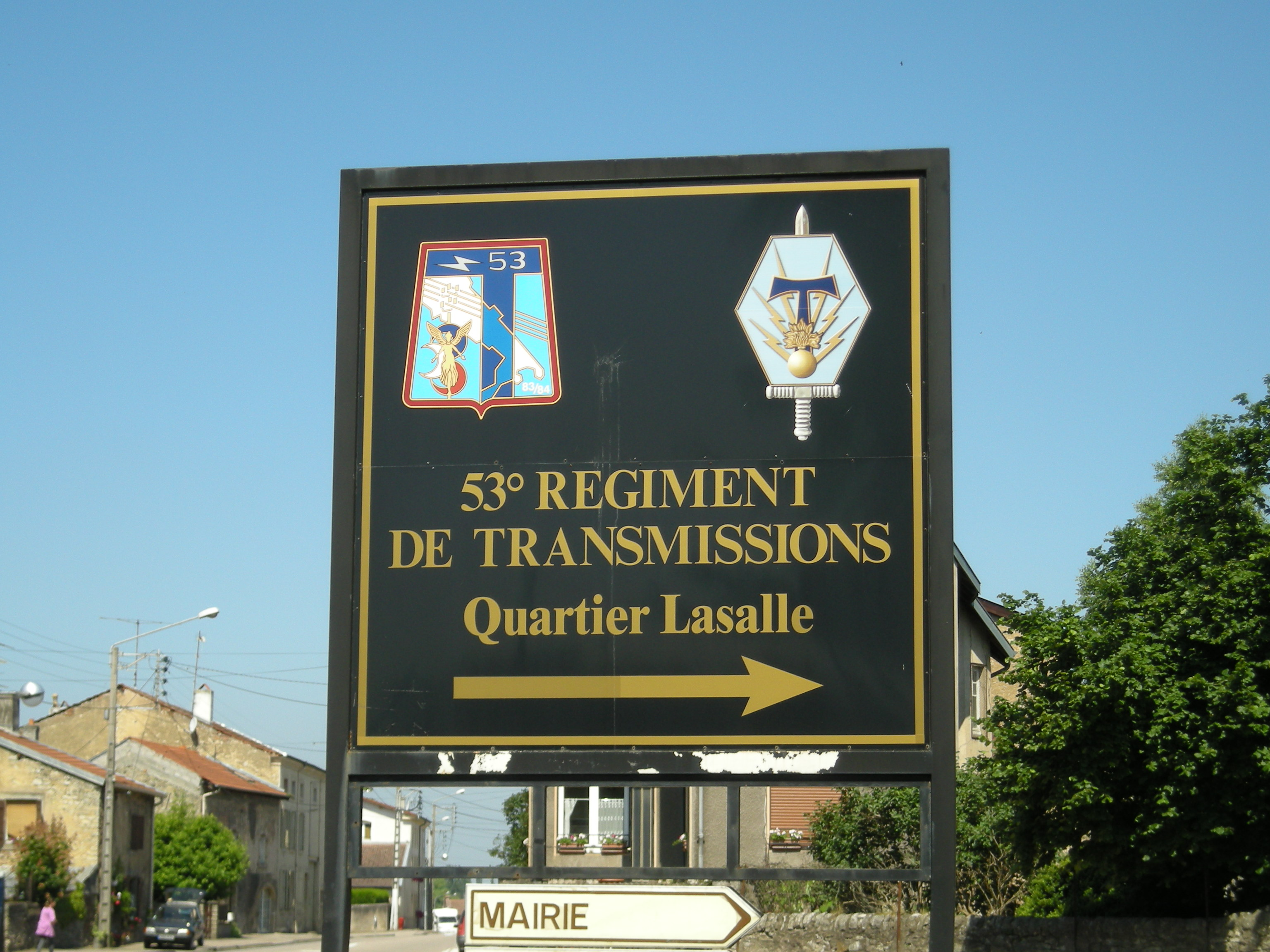
Panneau indiquant l'entrée du quartier Lasalle.

Depuis la dissolution du 3e régiment de cuirassiers, la base de Chenevières est occupée par la compagnie de réserve du 53e régiment de transmissions de Lunéville ainsi qu'une partie de la maintenance et la 49e antenne médicale autonome (AMA) du service de santé des armées (SSA).
Cette base sert également de zone d'exercice pour les différentes unités de la région Grand Est.
Coupée du reste de la base lors des travaux d'aménagement de la route nationale 59, l'ancienne marguerite sud est devenue un circuit automobile.

## Sources
- Chenevières Historique sur le site www.france-air-nato.net (consulté le 6 juin 2019).
- NAVIGATION - Balade aérienne OTAN de la guerre froide sur le site www.info-pilote.fr (consulté le 6 juin 2019).